# Đặng Ngọc Tuyến
Đặng Ngọc Tuyến là một Tướng lĩnh Công an nhân dân Việt Nam với quân hàm Trung tướng. Nguyên Cục trưởng Cục An ninh chính trị nội bộ, Bộ Công an Việt Nam, nguyên Phó Cục trưởng Cục An ninh chính trị nội bộ, Bộ Công an Việt Nam.

## Tiểu sử
Đặng Ngọc Tuyến là đảng viên Đảng Cộng sản Việt Nam.
Từ tháng 6 năm 2015 đến tháng 10 năm 2016, Đặng Ngọc Tuyến là Đại tá, Phó Cục trưởng Cục An ninh văn hóa, Thông tin, Truyền thông, Bộ Công an.
Tháng 1 năm 2018, Đặng Ngọc Tuyến là Thiếu tướng, Cục trưởng Cục An ninh truyền thông, Bộ Công an.
Tháng 5 năm 2018, Đặng Ngọc Tuyến là Bí thư Đảng ủy, Cục trưởng Cục An ninh Văn hóa, thông tin, truyền thông (A87), Tổng cục An ninh, Bộ Công an Việt Nam.
Từ tháng 6 năm 2019 đến tháng 12 năm 2019, Đặng Ngọc Tuyến là Thiếu tướng, Phó Cục trưởng Cục An ninh chính trị nội bộ.
Ngày 28 tháng 5 năm 2020, ông được trao quyết định của Bộ trưởng Bộ Công an Việt Nam Tô Lâm bổ nhiệm vào vị trí Cục trưởng Cục An ninh chính trị nội bộ, Bộ Công an Việt Nam thay trung tướng Nguyễn Khắc Khanh kể từ ngày 1 tháng 6 năm 2020.
Ngày 6 tháng 7 năm 2021, ông được trao quyết định của Chủ tịch Nước Cộng Hòa Xã hội Chủ nghĩa Việt Nam phong quân hàm Trung tướng.

## Lịch sử thụ phong quân hàm
| Năm thụ phong | –      | 2018        | 2021        |
| ------------- | ------ | ----------- | ----------- |
| Quân hàm      |        |             |             |
| Cấp bậc       | Đại tá | Thiếu tướng | Trung Tướng |